# Cratere Iseult
Iseult è un cratere sulla superficie di Mimas.